# Liste der Monuments historiques in Bard-lès-Pesmes
Die Liste der Monuments historiques in Bard-lès-Pesmes führt die Monuments historiques in der französischen Gemeinde Bard-lès-Pesmes auf.

## Liste der Objekte
| Bezeichnung                                       | Beschreibung | Standort                                    | Kennzeichnung | Schutzstatus | Datum | Bild |
| ------------------------------------------------- | --- | ------------------------------------------- | ------------- | ------------ | ----- | ---- |
| Grabstein für Jean d’Arguel und Girarde d’Amanges | Stein, bezeichnet 1481 und 1490 | in der Kirche Sts-Ferréol-et-Ferjeux (Lage) | PM70000091    | Classé       | 1927  |      |
| Krankenziborium                                   | Silber, vergoldet, gemarkt 1782, Goldschmied Simon Charmet                                                                                    | in der Kirche Sts-Ferréol-et-Ferjeux (Lage) | PM70003663    | Inscrit      | 2006  |      |
| Kanzel                                            | Holz, farbig gefasst und vergoldet, erste Hälfte des 19. Jahrhunderts, Bildhauer François Besand                                              | in der Kirche Sts-Ferréol-et-Ferjeux (Lage) | PM70002041    | Inscrit      | 1994  |      |
| Ziborium                                          | Silber, vergoldet, zweite Hälfte des 18. Jahrhunderts                                                                                         | in der Kirche Sts-Ferréol-et-Ferjeux (Lage) | PM70000092    | Classé       | 1970  |      |
| Kollektenteller                                   | Zinn, vermutlich 1757, Zinngießer Claude-Antoine Gonelle                                                                                      | in der Kirche Sts-Ferréol-et-Ferjeux (Lage) | PM70003664    | Inscrit      | 2006  |      |
| Salböldose                                        | Zinn, gemarkt 1763 | in der Kirche Sts-Ferréol-et-Ferjeux (Lage) | PM70003676    | Inscrit      | 2007  |      |
| Hauptaltar                                        | Retabel und Gemälde; Holz, farbig gefasst und vergoldet, datiert 1727, Bildhauer Julien Chambert, sowie Ölfarbe auf Leinwand, 19. Jahrhundert | in der Kirche Sts-Ferréol-et-Ferjeux (Lage) | PM70002038    | Inscrit      | 1994  |      |
| Skulptur Heiliger Ferreolus                       | Holz, farbig gefasst und vergoldet, datiert 1727, Bildhauer Julien Chambert                                                                   | in der Kirche Sts-Ferréol-et-Ferjeux (Lage) | PM70002039    | Inscrit      | 1994  |      |
| Skulptur Heiliger Ferrutius                       | Holz, farbig gefasst und vergoldet, datiert 1727, Bildhauer Julien Chambert                                                                   | in der Kirche Sts-Ferréol-et-Ferjeux (Lage) | PM70002040    | Inscrit      | 1994  |      |
| Gemälde Heiliger Claudius                         | Ölfarbe auf Leinwand, 19. Jahrhundert | in der Kirche Sts-Ferréol-et-Ferjeux (Lage) | PM70002042    | Inscrit      | 1994  |      |
| Gemälde Märtyrer                                  | Ölfarbe auf Leinwand, 19. Jahrhundert | in der Kirche Sts-Ferréol-et-Ferjeux (Lage) | PM70002042    | Inscrit      | 1994  |      |
| Gemälde Passion Christi                           | Ölfarbe auf Leinwand, 17. Jahrhundert | in der Kirche Sts-Ferréol-et-Ferjeux (Lage) | PM70002044    | Inscrit      | 1994  |      |
| Skulptur Maria Immaculata                         | Holz, vergoldet, Ende des 18. Jahrhunderts | in der Kirche Sts-Ferréol-et-Ferjeux (Lage) | PM70002045    | Inscrit      | 1994  |      |